# След на земле
«След на земле» — советский кинофильм 1978 года режиссёра Наума Бирмана.

## Сюжет
Инспектор водоохраны Иван Карнавин, живущий в доме на берегу реки, любит свою малую родину, где он родился и вырос и знает всех в округе. Но размеренную жизнь Ивана нарушает появление возле реки крупного промышленного предприятия.

## В ролях
- Виктор Павлов — Иван Егорович Карнавин, инспектор водоохраны
- Наталья Гундарева — Клава
- Владимир Самойлов — Зуев
- Борис Иванов — Демыкин
- Виктор Михеев — Марков
- Сергей Иванов — Веригин
- Роман Мадянов — Митя Карнавин
- Сергей Заморев — Павлов, начальник строящегося цеха
- Радий Афанасьев — Гребенюк
- Марина Липартия — Марина

## Съёмочная группа
- Режиссёр-постановщик — Бирман, Наум Борисович
- Второй режиссёр — Людмила Гальба
- Автор сценария — Гоник, Владимир Семёнович
- Оператор-постановщик — Чиров, Александр Викторович
- Художник-постановщик — Улитко, Всеволод Сергеевич
- Композитор — Баснер, Вениамин Ефимович